# Type IXB (lớp tàu ngầm)
Tàu ngầm Type IXB là một phân lớp của Type IX được Hải quân Đức Quốc xã chế tạo vào trong giai đoạn 1938-1940. Chúng được thiết kế như những tàu ngầm đại dương hoạt động tầm xa, khái niệm được bắt nguồn từ tàu ngầm Type IA. Thiết kế của phân lớp IXB là sự cải biến từ phân lớp Type IXA dẫn trước, cải thiện tầm xa hoạt động nhưng làm tăng thêm trọng lượng choán nước; xu hướng này được tiếp nối trên phân lớp Type IXC tiếp nối sau đó.
Type IXB bao gồm 14 tàu ngầm: U-64, U-65, U-103, U-104, U-105, U-106, U-107, U-108, U-109, U-110, U-111, U-122, U-123 và U-124; trong đó mười ba chiếc bị đánh chìm trong chiến tranh và chiếc cuối cùng bị thủy thủ đoàn đánh đắm khi xung đột kết thúc. Tàu ngầm Type IXB là lớp tàu ngầm U-boat thành công nhất trong Thế Chiến II tính theo tổng tải trọng tàu bè bị đánh chìm, khi mỗi chiếc trung bình đã đánh chìm hơn 100.000 GRT tàu bè đối phương trong quãng đời hoạt động.

## Thiết kế và chế tạo

### Thiết kế
Mọi tàu ngầm Type IXB đều có công suất 4.400 PS (4.340 shp; 3.236 kW) khi nổi và 1.000 PS (986 shp; 735 kW) khi lặn, cho phép chúng đạt được vận tốc tối đa 18,2 hải lý trên giờ (33,7 km/h; 20,9 mph) trên mặt nước và 7,3 hải lý trên giờ (13,5 km/h; 8,4 mph) dưới nước. Những chiếc phân lớp Type IXB có tầm xa hoạt động 12.000 nmi (22.000 km; 14.000 mi) ở tốc độ 10 hải lý trên giờ (19 km/h; 12 mph) trên mặt nước và 64 nmi (119 km; 74 mi) ở tốc độ 4 hải lý trên giờ (7,4 km/h; 4,6 mph) khi lặn.
Tàu ngầm Type IXB trang bị sáu ống phóng ngư lôi, gồm bốn ống phía mũi và hai ống phía đuôi tàu. Chúng mang theo sáu quả ngư lôi để nạp lại bên trong tàu, đồng thời có năm khoang chứa ngư lôi bên ngoài (ba khoang phía đuôi và hai khoang phía mũi) để chứa thêm mười quả ngư lôi nữa, nâng tổng số ngư lôi 53,3 cm (21 in) mang theo lên 22 quả. Kiểu ngư lôi này có đầu đạn nặng 617–948 lb (280–430 kg) và có thể đạt tốc độ tối đa 44 kn (81 km/h). Không giống như phân lớp Type IXA, Type IXB có khả năng rải mìn khi mang theo tối đa 44 quả thủy lôi TMA.
Trên boong tàu, chúng trang bị một khẩu hải pháo 10,5 cm (4,1 in) L/45 trên bệ Utof đặt trên boong tàu phía trước tháp chỉ huy, và được cung cấp 180 quả đạn pháo. Vũ khí phòng không trang bị thay đổi theo thời kỳ của chiến tranh, nhưng thường có pháo phòng không 2 cm FlaK 30 có tầm bắn xa 4.900 m (5.400 yd), trần bắn tối đa 3.700 m (4.000 yd) và tốc độ bắn 280 phát mỗi phút; sơ tốc đầu nòng đạt 835 m/s (2.740 ft/s) và đạn pháo nặng 0,71 lb (0,32 kg). Những chiếc Type IXB có khả năng chở tối đa 56 người, nhưng thủy thủ đoàn thường xuyên trên tàu là 45 đến 48 người.

### Chế tạo
Tám tàu ngầm Type IXB được Hải quân Đức Quốc xã đặt hàng trong giai đoạn từ ngày 16 tháng 7, 1937 đến ngày 8 tháng 8, 1939, như một phần của Kế hoạch Z và việc tái vũ trang chung của Đức Quốc xã. Hợp đồng chế tạo được trao cho xưởng tàu DeSchiMAG của hãng AG Weser tại Bremen. U-65 là chiếc đầu tiên được đặt lườn vào ngày 6 tháng 12, 1938, và U-111 là chiếc cuối cùng được khởi công chế tạo từ ngày 20 tháng 2, 1940. Mọi con tàu đều hoàn tất vào cuối năm 1940 và nhập biên chế cùng Hải quân Đức Quốc xã.
Sau khi nhập biên chế và được bố trí hoạt động, những chiếc Type IXB chế tạo trước khi Pháp thua trận đặt căn cứ hoạt động tại cảng Wilhelmshaven trong vùng biển Baltic. Sau khi Đức Quốc xã chiếm đóng Pháp, những chiếc tiếp theo đặt căn cứ hoạt động tại cảng Lorient bên bờ biển Đại Tây Dương của Pháp. 

## Danh sách tàu ngầm Type IXB
Phân lớp tàu ngầm Type IXB bao gồm mười bốn chiếc, tất cả đều được xưởng tàu DeSchiMAG của hãng AG Weser tại Bremen chế tạo.
| Tên   | Đặt hàng          | Đặt lườn          | Hạ thủy           | Nhập biên chế     | Số phận |
| ----- | ----------------- | ----------------- | ----------------- | ----------------- | --- |
| U-64  | 16 tháng 7, 1937  | 15 tháng 12, 1938 | 20 tháng 9, 1939  | 16 tháng 12, 1939 | Bị đánh chìm tại Herjangsfjord gần Narvik, Na Uy, 13 tháng 4, 1940.                                                |
| U-65  | 16 tháng 7, 1937  | 6 tháng 12, 1938  | 6 tháng 11, 1939  | 15 tháng 2, 1940  | Bị đánh chìm tại Bắc Đại Tây Dương về phía Đông Nam Iceland, 28 tháng 4, 1941.                                     |
| U-103 | 24 tháng 5, 1938  | 6 tháng 9, 1939   | 12 tháng 4, 1940  | 5 tháng 7, 1940   | Bị đánh đắm tại Kiel, 3 tháng 5, 1945.                                                                             |
| U-104 | 24 tháng 5, 1938  | 10 tháng 11, 1939 | 25 tháng 5, 1940  | 19 tháng 8, 1940  | Bị đánh chìm bởi thủy lôi ngoài khơi đảo Tory, khoảng 28 tháng 11, 1940.                                           |
| U-105 | 24 tháng 5, 1938  | 16 tháng 11, 1939 | 15 tháng 6, 1940  | 10 tháng 9, 1940  | Bị đánh chìm gần Dakar, 2 tháng 6, 1943.                                                                           |
| U-106 | 24 tháng 5, 1938  | 26 tháng 11, 1939 | 17 tháng 6, 1940  | 24 tháng 9, 1940  | Bị đánh chìm về phía Tây Bắc mũi Ortegal, Tây Ban Nha, 2 tháng 8, 1943.                                            |
| U-107 | 24 tháng 5, 1938  | 6 tháng 12, 1939  | 2 tháng 7, 1940   | 8 tháng 10, 1940  | Bị đánh chìm bởi mìn sâu từ máy bay Anh, 18 tháng 8, 1944.                                                         |
| U-108 | 24 tháng 5, 1938  | 27 tháng 12, 1939 | 15 tháng 7, 1940  | 22 tháng 10, 1940 | Bị đánh chìm tại do không kích tại vịnh Stettin, 11 tháng 4, 1944. Trục vớt và đánh đắm tai đây, 24 tháng 4, 1945. |
| U-109 | 24 tháng 5, 1938  | 9 tháng 3, 1940   | 14 tháng 9, 1940  | 5 tháng 12, 1940  | Bị đánh chìm bởi mìn sâu từ máy bay Anh về phía Nam Ireland, 4 tháng 5, 1943.                                      |
| U-110 | 24 tháng 5, 1938  | 1 tháng 2, 1940   | 25 tháng 8, 1940  | 21 tháng 11, 1940 | Bị các tàu chiến Anh chiếm tại Bắc Đại Tây Dương về phía Nam Iceland, 9 tháng 5, 1941. Đánh đắm vào ngày hôm sau.  |
| U-111 | 8 tháng 8, 1939   | 20 tháng 2, 1940  | 15 tháng 9, 1940  | 19 tháng 12, 1940 | Bị đánh chìm bởi mìn sâu từ tàu chiến Anh về phía Tây Nam Tenerife, 4 tháng 10, 1941.                              |
| U-122 | 15 tháng 12, 1937 | 5 tháng 3, 1939   | 20 tháng 12, 1939 | 30 tháng 3, 1940  | Mất tích từ ngày 22 tháng 6, 1940.                                                                                 |
| U-123 | 15 tháng 12, 1937 | 15 tháng 4, 1939  | 2 tháng 3, 1940   | 30 tháng 5, 1940  | Bị đánh đắm tại Lorient, 19 tháng 8, 1944. Trục vớt rồi phục vụ như tàu ngầm Pháp Blaison.                         |
| U-124 | 15 tháng 12, 1937 | 11 tháng 8, 1939  | 9 tháng 3, 1940   | 11 tháng 6, 1940  | Bị đánh chìm bởi mìn sâu từ tàu chiến Anh về phía Tây Oporto, 2 tháng 4, 1943.                                     |